# Ancistrus
Ancistrus é um gênero de peixes da família Loricariidae.

## Ancistrus
O ancistrus é um gênero de peixe derivado do loricariidae